# Punkt Barana

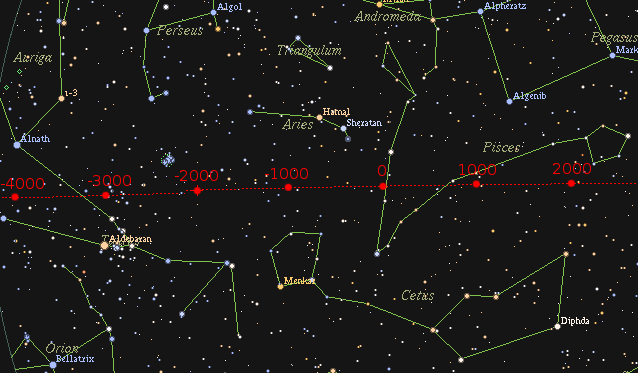
Zmiany położenia punktu Barana w czasie względem gwiazd

Punkt Barana – jeden z dwóch punktów przecięcia się ekliptyki z równikiem niebieskim. Moment przejścia Słońca przez punkt Barana oznacza początek astronomicznej wiosny na półkuli północnej. Dlatego nazywany jest także punktem równonocy wiosennej.
Wskutek precesji osi obrotu Ziemi punkt Barana cofa się po ekliptyce, dokonując pełnego obiegu w ciągu około 25 800 lat (tzw. Rok platoński). Ponad 2 tysiące lat temu punkt ten znajdował się w zachodniej części konstelacji Barana, skąd wziął swą nazwę. Wskutek precesji przemieszcza się z każdym rokiem o ponad 50″ na zachód i obecnie położony jest już w zachodniej części konstelacji Ryb. W konstelacji Ryb znajduje się od 67 n.e. W 2597 roku punkt Barana znajdzie się w gwiazdozbiorze Wodnika (o ile granice gwiazdozbiorów nie ulegną zmianie).
Precesję punktów równonocy odkrył w II wieku p.n.e. Hipparchos z Nikei. Obliczona przez niego wartość rocznej precesji (46") niewiele odbiega od współcześnie uznawanej 50,26".
Punkt Barana jest początkiem układu współrzędnych zarówno równikowych, jak i ekliptycznych. Wzdłuż równika niebieskiego mierzy się wartość rektascensji, a wzdłuż ekliptyki – długości ekliptycznej.
Gdy Słońce znajduje się w punkcie Barana, różnica między lokalnym czasem słonecznym a lokalnym czasem gwiazdowym wynosi 12 godzin.